# Rasmussen Reports
Rasmussen Reports je americká společnost, zabývající se výzkumem veřejného mínění, založená roku 2003. Kromě vlastního výzkumu a jeho pravidelného zveřejňování společnost také publikuje související analýzy a politické komentáře. K výzkumným činnostem Rasmussen Reports patří každodenní sledování trendů na celonárodní úrovni i na úrovni jednotlivých států USA, sledování volebních výsledků, současných významných událostí, sledování spotřebitelské důvěry, obchodních témat a v neposlední řadě sledování míry podpory veřejnosti úřadujícímu prezidentovi.
Rasmussenovy predikce v prezidentských volbách let 2000 a 2012 byly kritizovány jako velmi nepřesné, naopak tytéž predikce v letech 2004, 2008 a zejména 2016 patřily k nejpřesnějším. Častá odchylka Rasmussenových predikcí od ostatních průzkumů veřejného mínění bývá přičítána používání pravděpodobných voličů pro své průzkumy, namísto registrovaných voličů či všech dospělých obyvatel, které používají ostatní průzkumy.
Průzkumy veřejného mínění společnosti Rasmussen jsou prováděny kombinací automatizovaného dotazování po telefonu za použití předem nahraných vzkazů, v kombinaci s online (internetovými) průzkumy. Zdrojem financování společnosti je reklama a předplatné výsledků a dat, pocházejících z průzkumů.